# Цінь Гуань
Цінь Гуань (*秦观, 1049 —1100) — китайський поет та письменник часів династії Сун.

## Життєпис
Походив з чиновницької родини. Отримав класичну освіту. Поліпшеню його майнового та соціального стану сприяло одруження на доньці багатого торговця Сюй Ченфу. У 1085 році він склав імператорський іспит та отримав вищу вчену ступінь цзіньши. Тоді ж затоваришував з відомим політиком та поетом Су Ши (1037—1101), який значно просунув кар'єру Ціня. До того ж останній одружився з сестрою Су Ши — Су Сяомей. Незабаром призначається секретарем при губернаторі провінції.
Втім у 1093 році, коли імператор Чже-цзун висловив прихильність партії Ван Аньши (1021-86), прихильників Су Ши відсторонили від керівних посад. В результаті Цінь Гуаня відправили спочатку до Ханчжоу, потім чиновником до Лішу (у сучасній провінції Чжецзян). Згодом він стає митарем у Чечжоу (сучасна провінція Хунань). В подальшому Цінь Гуань продовжував критикувати політику центрального уряду. Тому за часів імператора Хуей-цзуна його понизили до дрібного чиновника й заслали до сучасної провінції Гуансі, де він помер 1100 року.

## Творчість
Стиль його є витонченим та водночас стриманим. Більшість віршів складені у жанрі ци. Оспівував стосунки між чоловіком та жінкою, був майстером лірики. Його талант був високо оцінений Су Ши. Найвідоміший вірш: «Якщо любов між обома сторонами може тривати віки, то потрібно триматися разом, вдень і ніч?». З доробку Цінь Гуаня відомо 4 збірки віршів.